# Salsa de pescado
La salsa de pescado es un condimento derivado del pescado o krill fermentado, que han sido cubiertos de sal y fermentados por casi dos años. El término se emplea para describir en la actualidad a un amplio rango de productos empleados en diferentes cocinas del Sureste Asiático (Myanmar, Camboya, Laos, Filipinas, Tailandia y Vietnam) y se emplea añadida a algunos platos fundamentalmente como un ingrediente de propiedades similares a la sal.  En la cocina china del sur se emplea como un aceite de cocina, o como un ingrediente para la elaboración de sopa. En Europa bajo el Imperio romano se llegó a consumir el garum que era una salsa muy similar (hoy en día aparece solo en los libros de cocina antiguos, aunque en 2014 un biólogo extremeño junto a expertos de la Universidades de Cádiz y Sevilla dicen haber reproducido dicha salsa a partir de restos intactos procedentes de Pompeya).[cita requerida]
Debido a su capacidad para añadir un sabroso sabor umami a los platos, ha sido adoptada mundialmente por algunos chefs y por cocineros caseros. El sabor umami de la salsa de pescado se debe a su contenido en glutamato, entre otros componentes.
La salsa de pescado se utiliza como condimento durante o después de la cocción de alimentos, y como base de salsa para mojar. La salsa de soja es considerada por algunos occidentales como una alternativa vegetariana a la salsa de pescado, aunque su sabor es muy diferente.

## Historia

### Asia
SE han encontrado registros de salsas que incluían partes de pescado fermentadas con otros ingredientes como carne y soja en China hace 2300 años. Durante la dinastía Zhou de la antigua China, se utilizaba como condimento el pescado fermentado con soja y sal. En la época de la dinastía Han, los granos de soja se fermentaban sin el pescado en pasta de soja y su subproducto salsa de soja, {RP|346, 358-359}} con salsas fermentadas a base de pescado que se desarrollan por separado en la salsa de pescado. Una salsa de pescado, llamada kôechiap en Hokkien chino, podría ser el precursor del ketchup.
Hacia el 50-100 a. C., la demanda de salsas y pasta de pescado en China había disminuido drásticamente, y los productos de frijoles fermentados se convirtieron en un importante producto comercial. La salsa de pescado, sin embargo, adquirió una gran popularidad en el sudeste asiático. Los estudiosos de la alimentación dividen tradicionalmente a Asia Oriental en dos regiones de condimentos distintos, separados por una línea divisoria entre frijoles y pescado: El sudeste asiático, que utiliza principalmente pescado fermentado (Vietnam, Tailandia, Camboya), y el noreste asiático, que utiliza principalmente judías fermentadas (China, Corea, Japón). La salsa de pescado volvió a entrar en China en los siglos XVII y XVIII, traída desde Vietnam y Camboya por comerciantes chinos que subían por la costa de las provincias meridionales de Guangdong y Fujian.

### Europa
Las salsas de pescado eran muy utilizadas en la antigua cocina mediterránea. La elaboración más antigua de la que se tiene constancia fue entre los siglos IV y III a. C. por los antiguos griegos, que fermentaban restos de pescado llamados garos en una. Se cree que se elaboraba con un contenido de sal inferior al de las salsas de pescado modernas.
En la Antigua Roma se hacía un condimento similar llamado garum o liquamen. Según Plinio el Viejo, "el garum se compone de vísceras de pescado y de otras partes que de otro modo se considerarían desechos, de modo que el garum es en realidad el licor de la putrefacción." El garum se elaboraba en los puertos romanos de Hispania casi exclusivamente a partir de la caballa, salando los restos de las vísceras del pescado y fermentando la carne al sol hasta que se deshacía, normalmente durante varios meses. El líquido marrón resultante se colaba, se embotellaba y se vendía como condimento. Todavía pueden verse restos de instalaciones romanas de salazón de pescado, como en la fábrica romana de salazón de pescado de Algeciras en España y cerca de las ruinas romanas de Creiro en Setúbal en Portugal. El proceso duró hasta el siglo XVI, cuando los fabricantes de garum se pasaron a la anchoa y eliminaron las tripas.
El garum era omnipresente en la cocina romana clásica. Mezclado con vino se conocía como oenogarum, o con vinagre, oxygarum, o mezclado con miel, meligarum. El Garum era una de las especialidades comerciales de la Hispania Baetica. Garum era frecuentemente difamado por oler mal o estar podrido, siendo llamado, por ejemplo, "salsa de pescado que huele mal" y se dice que es similar a la moderna colatura di alici, una salsa de pescado utilizada en la cocina napolitana.

## Ingredientes y fabricación

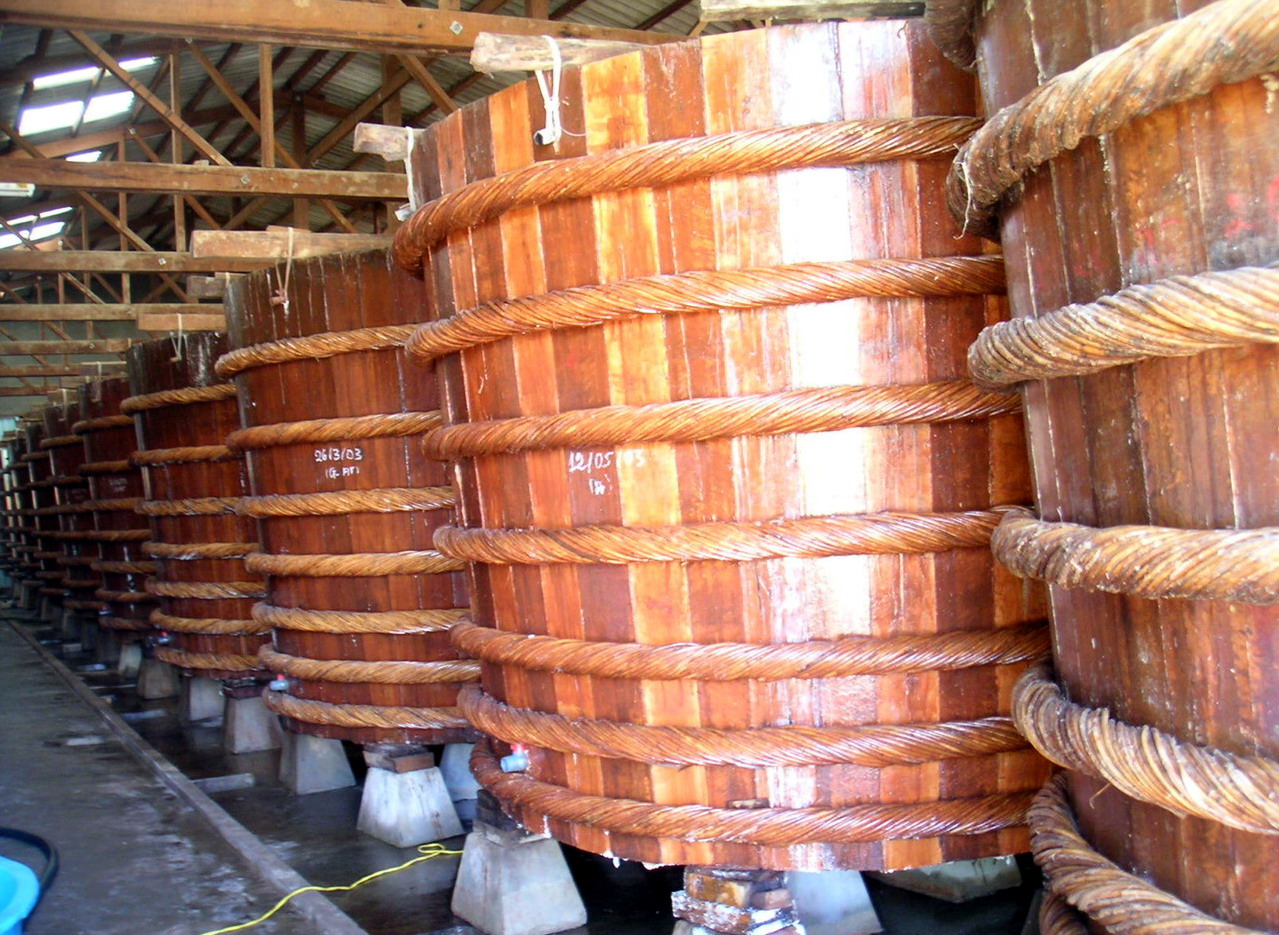
Contenedores de fermentación de salsa de pescado en Phú Quốc, Vietnam

Históricamente, las salsas de pescado se han preparado a partir de diferentes especies de pescado y marisco, y a partir de la utilización del pescado entero, o utilizando sólo la sangre del pescado o las vísceras. La mayoría de las salsas de pescado modernas sólo contienen pescado y sal, normalmente a base de anchoa, gamba, caballa u otro pescado de sabor fuerte y alto contenido en aceite. Algunas variantes añaden hierbas y especias. En las salsas de pescado modernas, el pescado o el marisco se mezclan con sal en una concentración del 10% al 30%. Luego se sella en un recipiente cerrado durante un máximo de dos años.{RP|234}}
Una vez realizado el calado original, algunas salsas de pescado se producen mediante una reextracción de la masa de pescado a través de la ebullición. Para mejorar el aspecto visual y añadir sabor, a las salsas de pescado de segundo paso se les suele añadir caramelo, melaza o arroz tostado. Son más finas y menos costosas. Algunos fabricantes de salsa de pescado de gran volumen también diluyen una salsa de primera prensada para fabricar más productos.
La salsa de pescado que sólo se ha fermentado brevemente tiene un pronunciado sabor a pescado. La fermentación prolongada lo reduce y da al producto un sabor más rico y sabroso. Una entrada sin autor conocido sobre el término "Neuc-num", en la Encyclopédie ou Dictionnaire raisonné des sciences, des arts et des métiers  de Diderot y d'Alembert del siglo XVII, afirma: "NEUC-NUM, (Cocina.) es el nombre que se da en Tunquin a una salsa bastante peculiar que los tunquinos suelen utilizar en sus guisos. Para hacerla, maceran pequeños pescados, especialmente gambas, en agua muy salada. Cuando todo se ha reducido a una especie de papilla, se pasa por un paño, y la parte líquida es neuch-num. Se dice que los europeos están muy acostumbrados a este tipo de salsa.".

## Tipos de salsas de pescado
Algunas salsas de pescado se hacen de pescado crudo, otras de pescado seco, algunas de solo ciertas especies; otro suelen ser los restos de los pescados atrapados en la red, a veces se incluyen moluscos; algunos de un solo tipo de pez, otros solo de la sangre y/o vísceras del pescado. Algunas salsas contienen solo sal y pescado y otras contienen además una variedad hierbas y especias. Existen salsas de pescado que han sido fermentadas solo un poco para que permanezca el intenso aroma a pescado y hay aquellas que tras una prolongada fermentación ya solo tienen un aroma a nueces y un sabor a queso.

### Sudeste Asiático
La salsa elaborada en Asia se hace normalmente de anchoas, sal y agua. Se suele emplear con moderación debido a que proporciona unos aromas intensos. Existen variedades, por ejemplo en Vietnam se denomina nước mắm, otros ingredientes similares en Tailandia y Birmania se denominan nam pla (น้ำปลา) y ngan byar yay respectivamente. En Camboya se le conoce como teuk trei y es un hiperónimo que abarca a una gran variedad de salsas que emplean la salsa de pescado como base. En Indonesia la salsa de pescado posee una consistencia semisólida y se denomina trasi, el prahok camboyano y el malayo suelen estar elaborados de camarón fermentado (belacan) y hay otras variaciones del mismo tema. La versión similar en la cocina filipina se denomina patis. Un subproducto muy popular en Filipinas, tal como en todo el Sudeste Asiático, es una pasta hecha de gambas, conocida en ese país como "bagoong"

#### Filipinas
La salsa de pescado filipina se conoce como patis. Es uno de los ingredientes más importantes de la cocina filipina. El patis es un subproducto de la producción de bagoong, que incluye el bagoong isda (pescado fermentado) y el bagoong alamang (krill fermentado) (pasta de gambas), así como los más raros bagoong macabebe (ostras fermentadas) y bagoong sisi (almejas fermentadas). Los pescados utilizados suelen ser pequeños, como sardinas, anchoas y alevines de peces más grandes. A diferencia de otras variantes de la salsa de pescado, los sólidos fermentados no se desechan, sino que se venden como productos separados. El patis se extrae de las capas superiores del bagoong en fermentación y no se prensa. Como tal, el patis suele tardar más en producirse que otros tipos de salsa de pescado, ya que depende de la disponibilidad del bagoong.
El patis casi siempre se cocina antes de consumirlo, incluso cuando se utiliza como aderezo de ensaladas u otros platos crudos. También se utiliza como ingrediente en platos cocinados, como el arroz caldo nombre dado así en Filipinas, y como condimento del pescado frito. El patis también se utiliza en lugar de la sal de mesa en las comidas para realzar el sabor de los alimentos, ya sea rociándolo con una botella dispensadora o vertiéndolo en un platito y mezclándolo con calamansi (Citrofortunella microcarpa) y chiles labuyo para mojarlo.

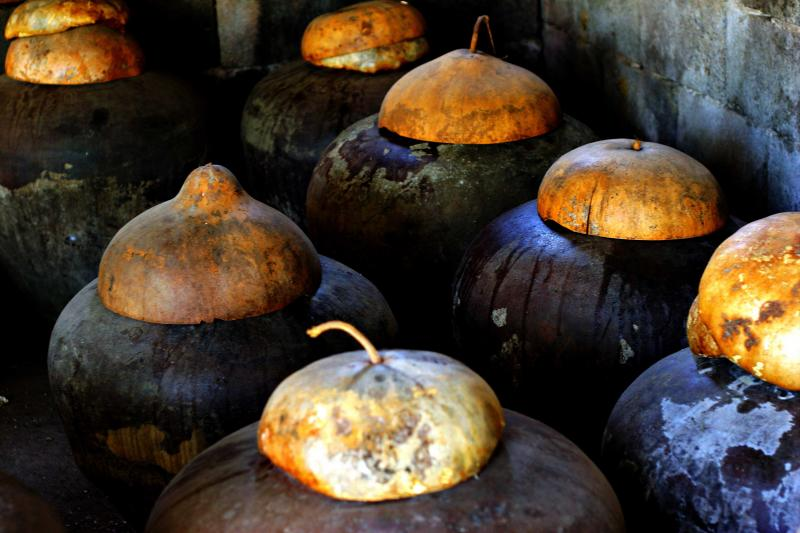
Tarros burnay tradicionales (tapayan) con bagoong en fermentación en Ilocos Norte
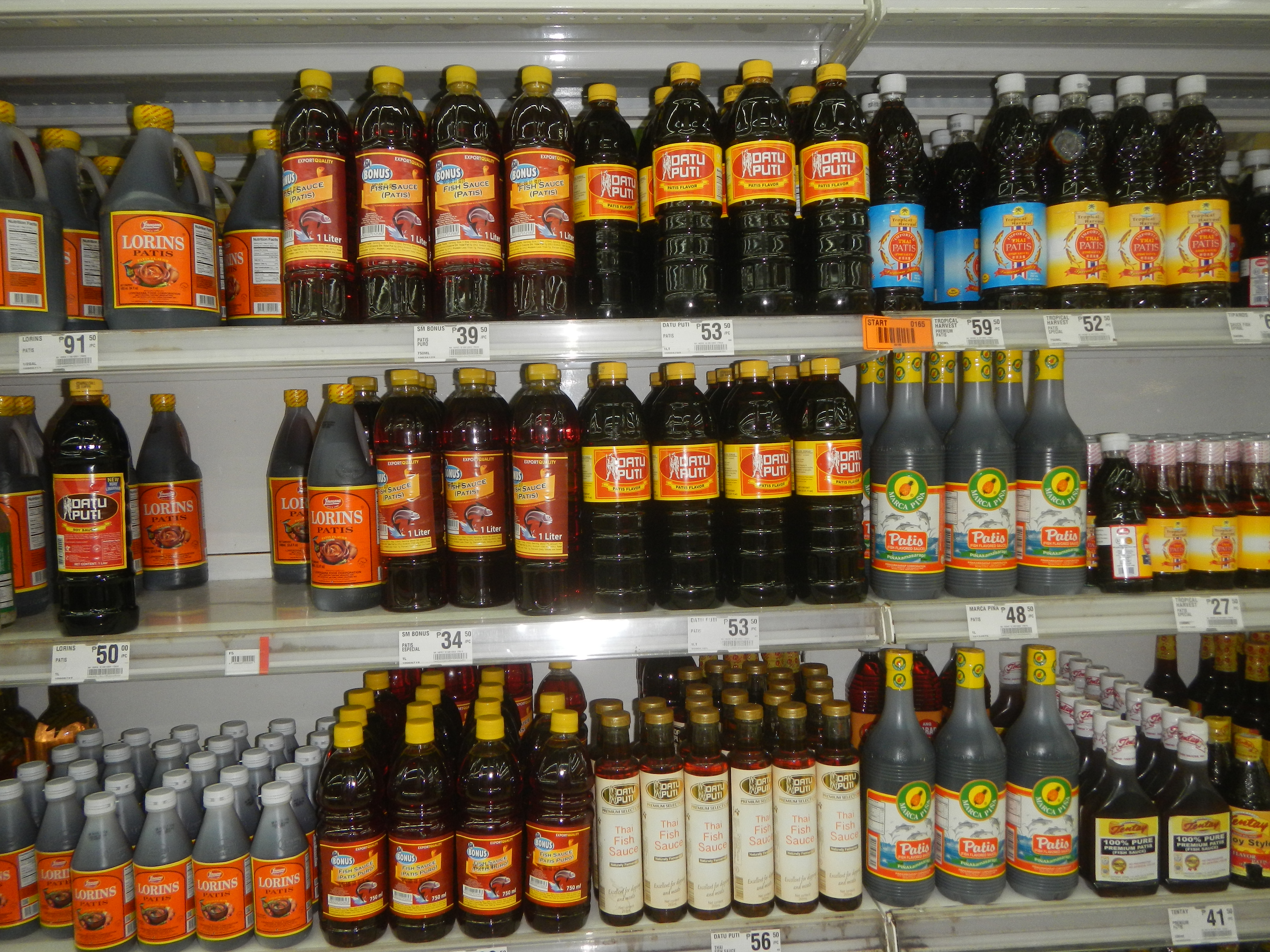
Patis comerciales vendidos en Filipinas
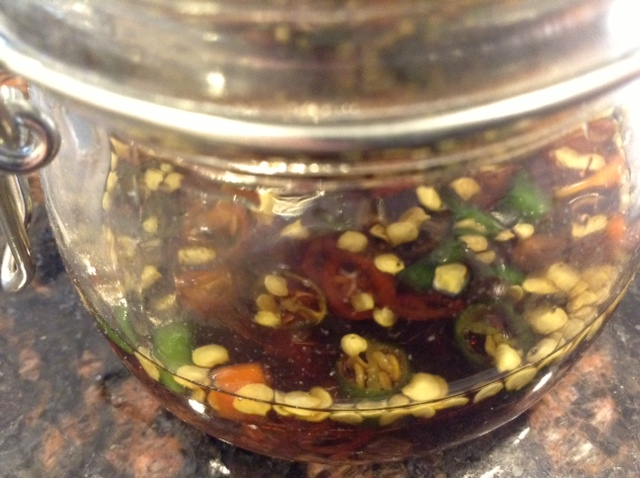
Salsa de patis con chiles siling labuyo para mojar

#### Tailandia
En Tailandia, la salsa de pescado se llama nam pla (tailandés: น้ำปลา). En isan se llama nam pa. Similar al padaek laosiano es el pla ra (tailandés: ปลาร้า), también utilizado en la cocina tailandesa. En Tailandia, la salsa de pescado se utiliza tanto en la cocina como servida en la mesa como condimento, por ejemplo en las sopas de fideos. Casi todas las comidas tailandesas se sirven con phrik nam pla como condimento: una mezcla de salsa de pescado, zumo de lima y chiles ojo de pájaro picados. A menudo se añade ajo en rodajas a esta salsa.
Históricamente, en Tailandia se elaboraban dos tipos de salsa de pescado: la de pescado de agua dulce, pla soi, y la de pescado de agua salada, pla kratak. Cualquiera de los dos pescados se fermenta durante al menos ocho meses, tres partes de pescado por dos de sal. El puré resultante se filtra. Así se obtiene la mejor salsa de pescado, llamada "base". Los restos se mezclan con agua y sal y se vuelven a fermentar durante tres o cuatro meses. Así se obtiene una salsa de pescado de segunda calidad, que se utiliza sobre todo para cocinar.
En 2014, la Administración de Alimentos y Medicamentos de Estados Unidos (FDA) prohibió la importación de salsas de pescado tailandesas debido a la falta de información sobre las pruebas de toxina botulínica. La toxina puede causar la muerte si se consumen más de 0,5 microgramos. La Oficina tailandesa de Seguridad y Calidad Alimentaria analizó entonces 48 marcas de salsa de pescado para determinar el contenido de toxina botulínica en los productos. De las 48 marcas analizadas, 28 eran salsas de pescado auténticas procedentes de 18 centros de producción de 12 provincias. Veinte muestras de centros de producción de ocho provincias eran salsa de pescado adulterada. Las pruebas mostraron que ninguna estaba contaminada con toxina botulínica de los tipos A, B, E y F y que estaban libres de la bacteria Clostridium botulinum En 2018, volvieron a surgir rumores sobre la salsa de pescado tailandesa prohibida.

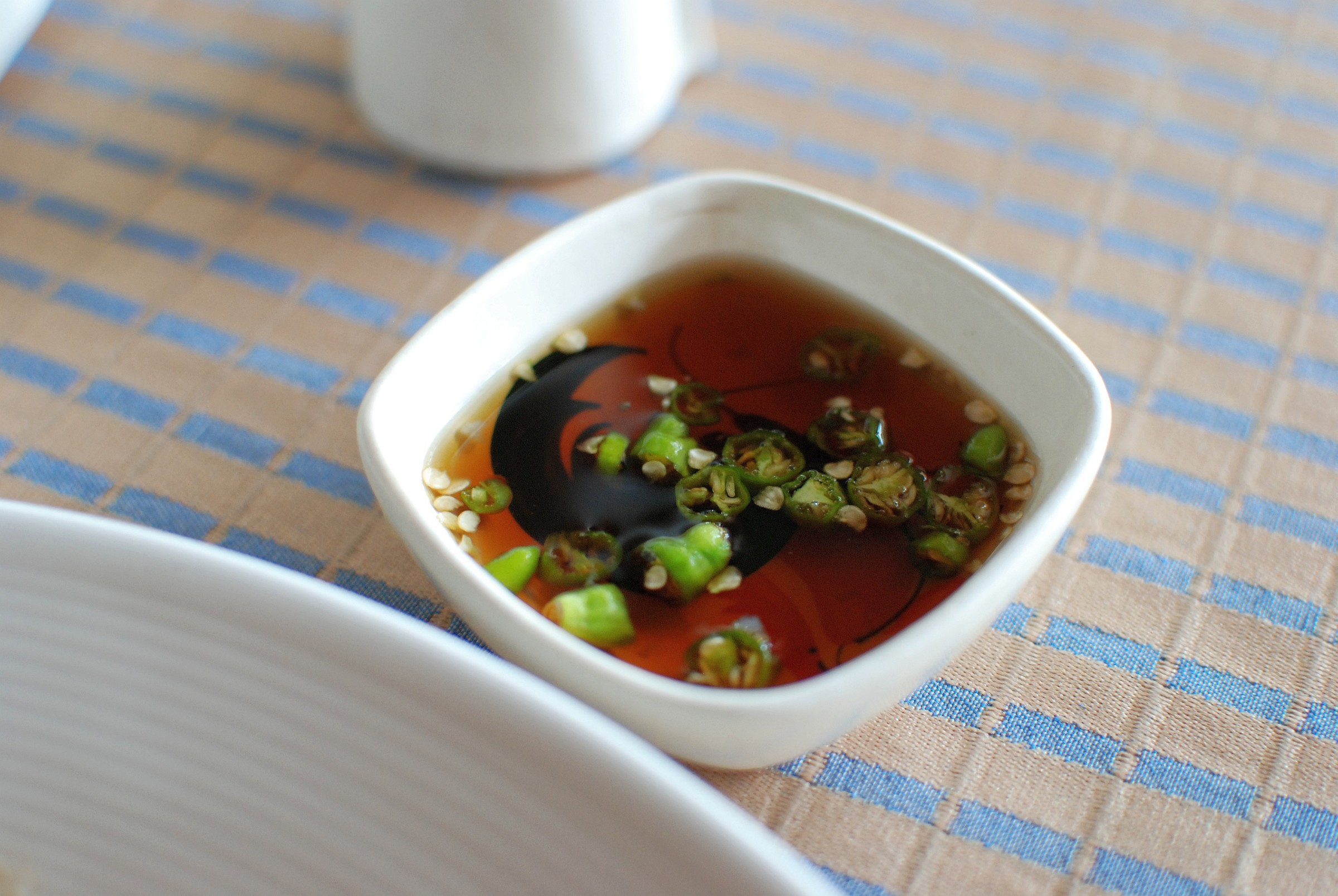
Nam pla phrik (Salsa de pescado con chile) servida con platos talandeses
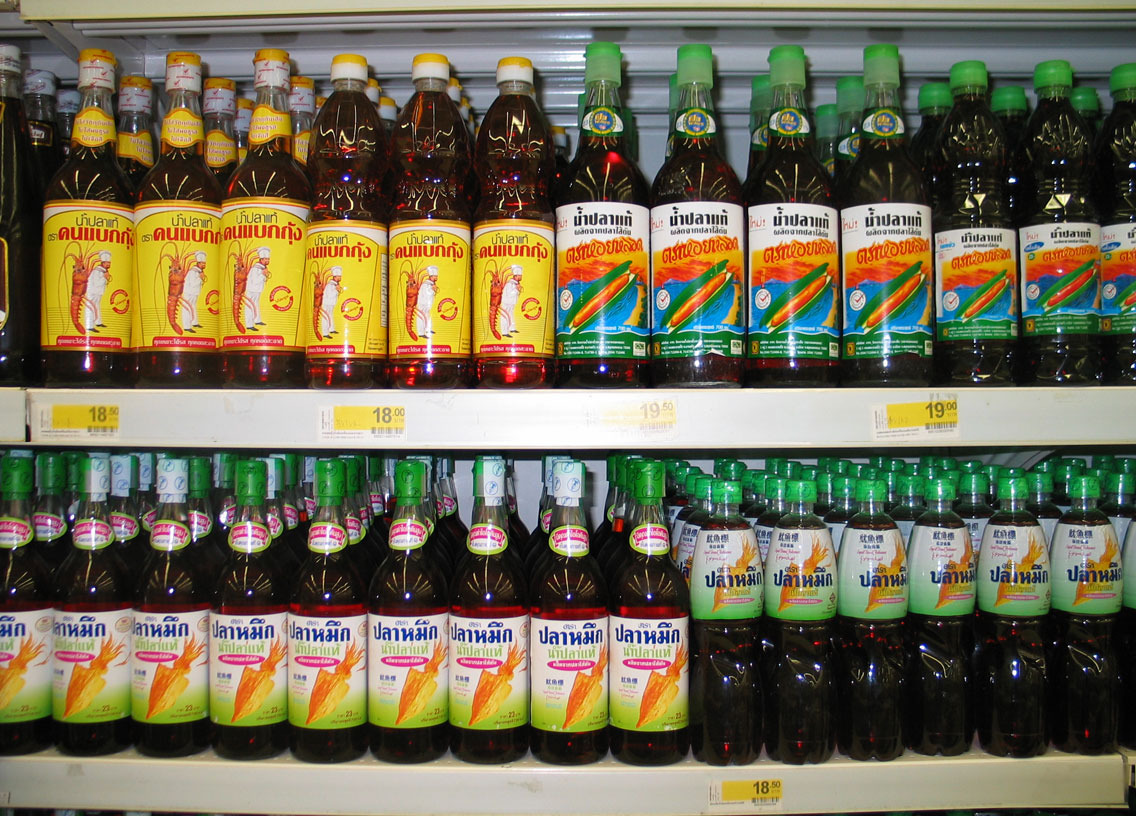
Salsas de pescado elaboradas en Tailandia

### Occidente

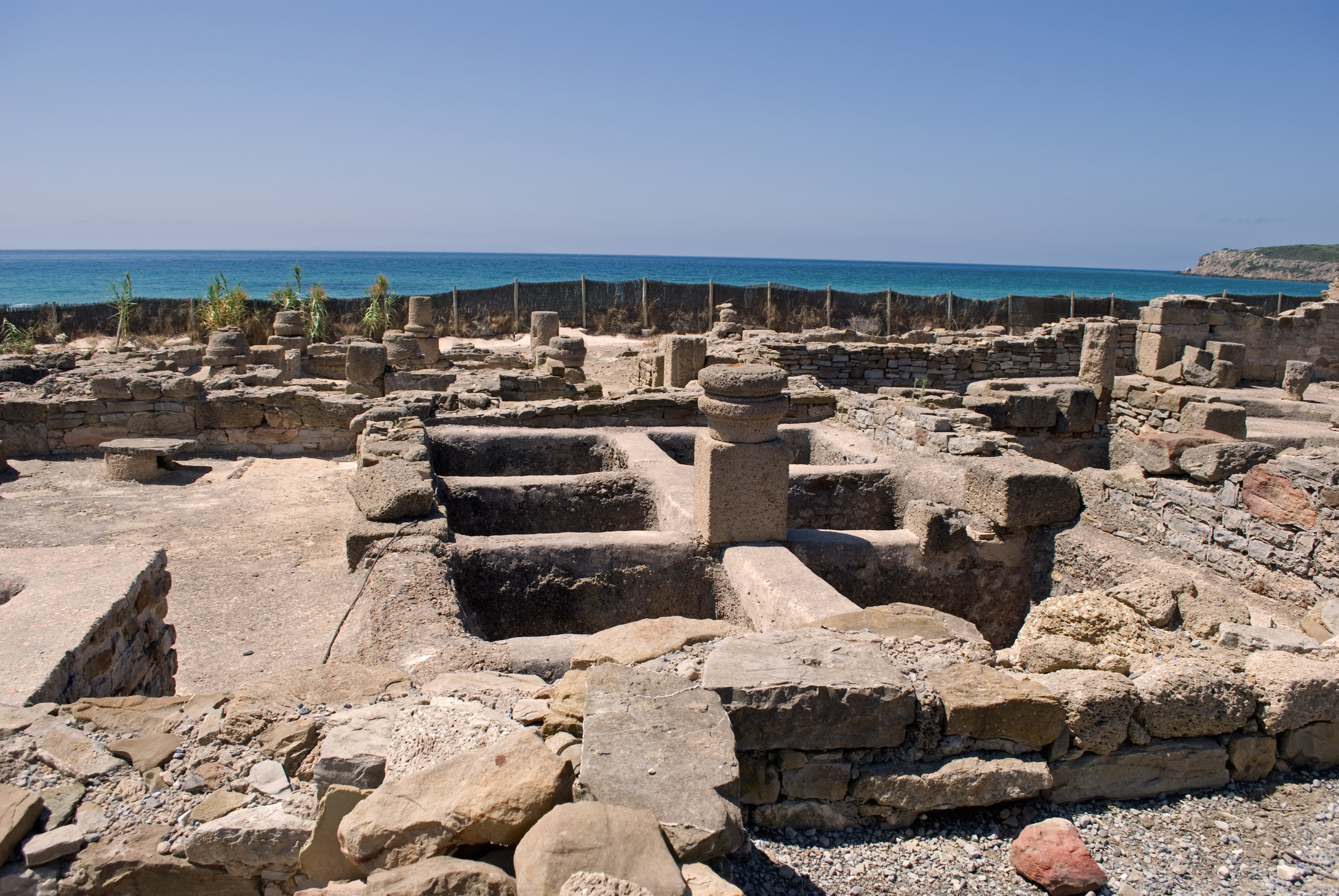
Ruinas de una factoría romana de garum cerca de Tarifa, España.

Una salsa muy similar a la empleada hoy en día en los países del Sureste Asiático se empleó en Europa en la época del Imperio romano, salsa que se denominaba garum o liquamen, existía en variedades denominadas oxygarum (mezclado con vinagre) y meligarum (mezclado con miel). Era una de las especialidades culinarias de la Hispania Baetica.

## Diferencia con la salsa de ostras
Aunque la salsa de pescado y la salsa de ostras son ambas saladas y pueden tener historias relacionadas, son productos diferentes. La salsa de pescado es acuosa, clara y salada, mientras que la salsa de ostras suele ser más espesa y tradicionalmente se elabora  reduciendo los extractos de ostras y, por lo tanto, es más dulce con un toque de sal y no presenta un aroma tan fuerte como la salsa de pescado.